# 알쏭달쏭 캐치! 티니핑
《알쏭달쏭 캐치! 티니핑》(영어: Secret Catch! Teenieping)은 SAMG 엔터테인먼트의 TV 애니메이션인 《캐치! 티니핑 시리즈》 중 3기이다. 마법의 힘을 얻은 로미의 사촌이자 본작의 반동인물 중 하나인 '제니'에 의하여 가공의 마을 미스틱 마을에서 거주하던 '열쇠 티니핑'을 돌려 보내야 하는 주인공 로미의 이야기를 다룬다.
2022년 9월 28일 당시 《캐치! 티니핑 시리즈》의 작품 중 가장 높은 시청률을 기록하였다. 이 당시 집계된 시청률은 9.7%이었다.

## 줄거리
하모니 마을에 알쏭달쏭 열쇠티니핑이 나타났다!
게다가 정체를 알 수 없는 수수께끼 티니핑이 등장하는데...
과연 로미와 새로운 로열티니핑들은 하모니 마을에 흩어진 열쇠티니핑들을 모두 캐치하고 수수께끼 티니핑의 정체를 밝힐 수 있을까?
새로운 로열핑들과 함께 펼쳐지는 로미의 이야기!
— SAMG엔터테인먼트, SAMG엔터테인먼트 《알쏭달쏭 캐치! 티니핑》 홈페이지

## 등장인물

### 티니핑
《알쏭달쏭 캐치! 티니핑》에서는 여성 로열 티니핑 2명, 남성 로열 티니핑 1명이 등장하며 '레전드 티니핑'이라고 불리는 등급에 속한 티니핑이 《티니핑 시리즈》 최초로 시리즈에서 모습을 드러낸다. 해당 시즌에 처음으로 등장한 티니핑들은 다음과 같다.
- 솔찌핑은 '거짓'이라는 개념에 혐오감을 드러내는[3] 남성 로열 티니핑이다.
- 행운핑은 본래 상자 속에 봉인되어 있었다가 작중에서 다시 깨어난 여성 레전드 티니핑이다. 관련된 개념은 '행운'이며[4] 보랏빛의 긴 머리를 가지고 있다.

## 등장인물
- 플로라 하츄핑
- 꾸래핑
- 솔찌핑
- 나나핑
- 빨리핑
- 얌얌핑
- 뜨거핑
- 삐뽀핑
- 힘내핑
- 고쳐핑
- 아라핑
- 패션핑
- 꼼딱핑
- 퐁당핑
- 파티핑
- 꾸며핑
- 삐짐핑
- 아아핑
- 빙글핑

## 반응

### 수상 경력
| 상                  | 부문       | 수상여부 | 연도 |
| ------------------- | ---------- | -------- | ---- |
| 대한민국 콘텐츠대상 | 애니메이션 | 수상     | 2023 |

### 내용주
1. ↑  나나핑, 꾸래핑
2. ↑  솔찌핑
3. ↑  대통령상[5]